# Tojeść

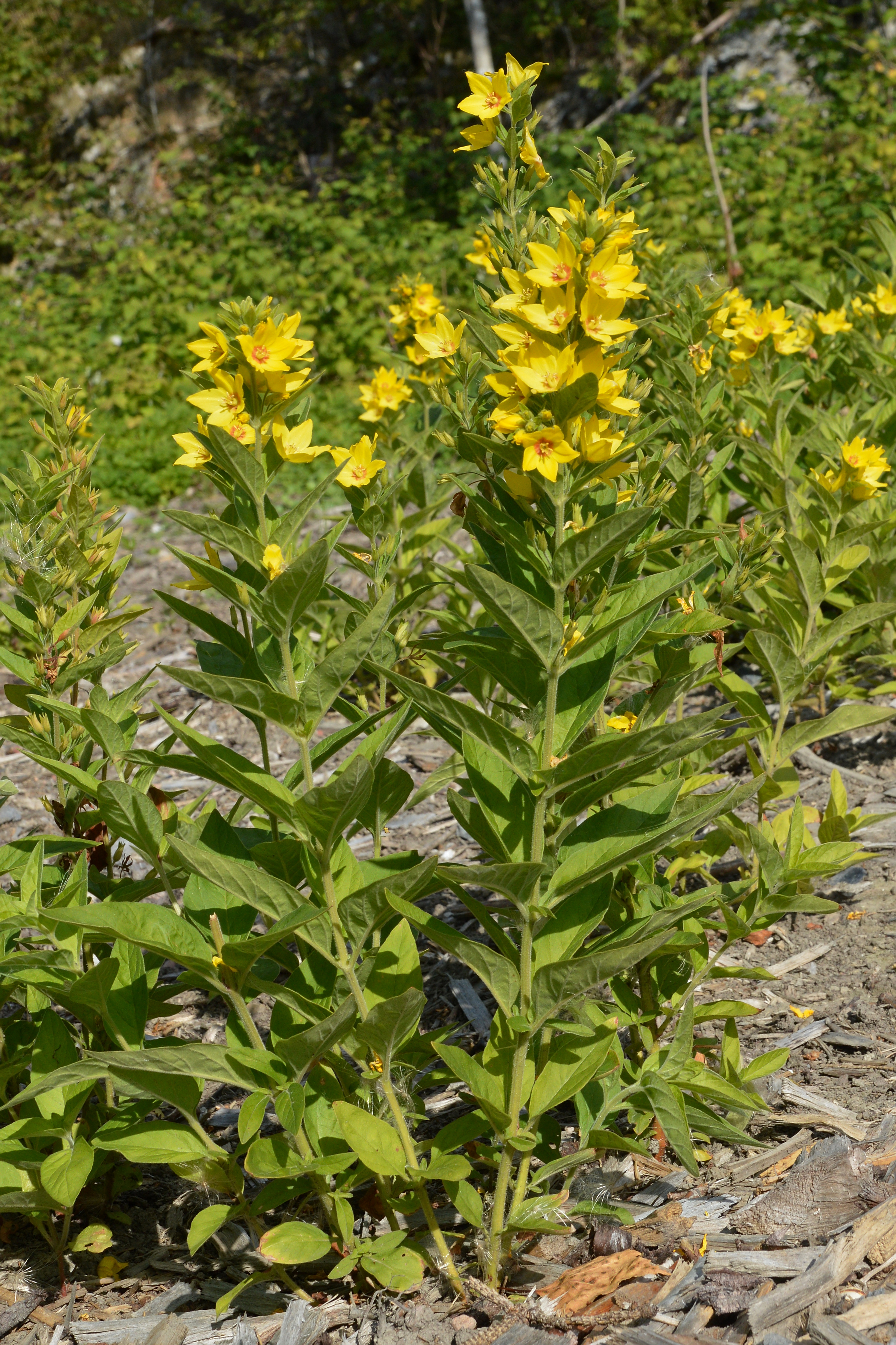
Tojeść kropkowana

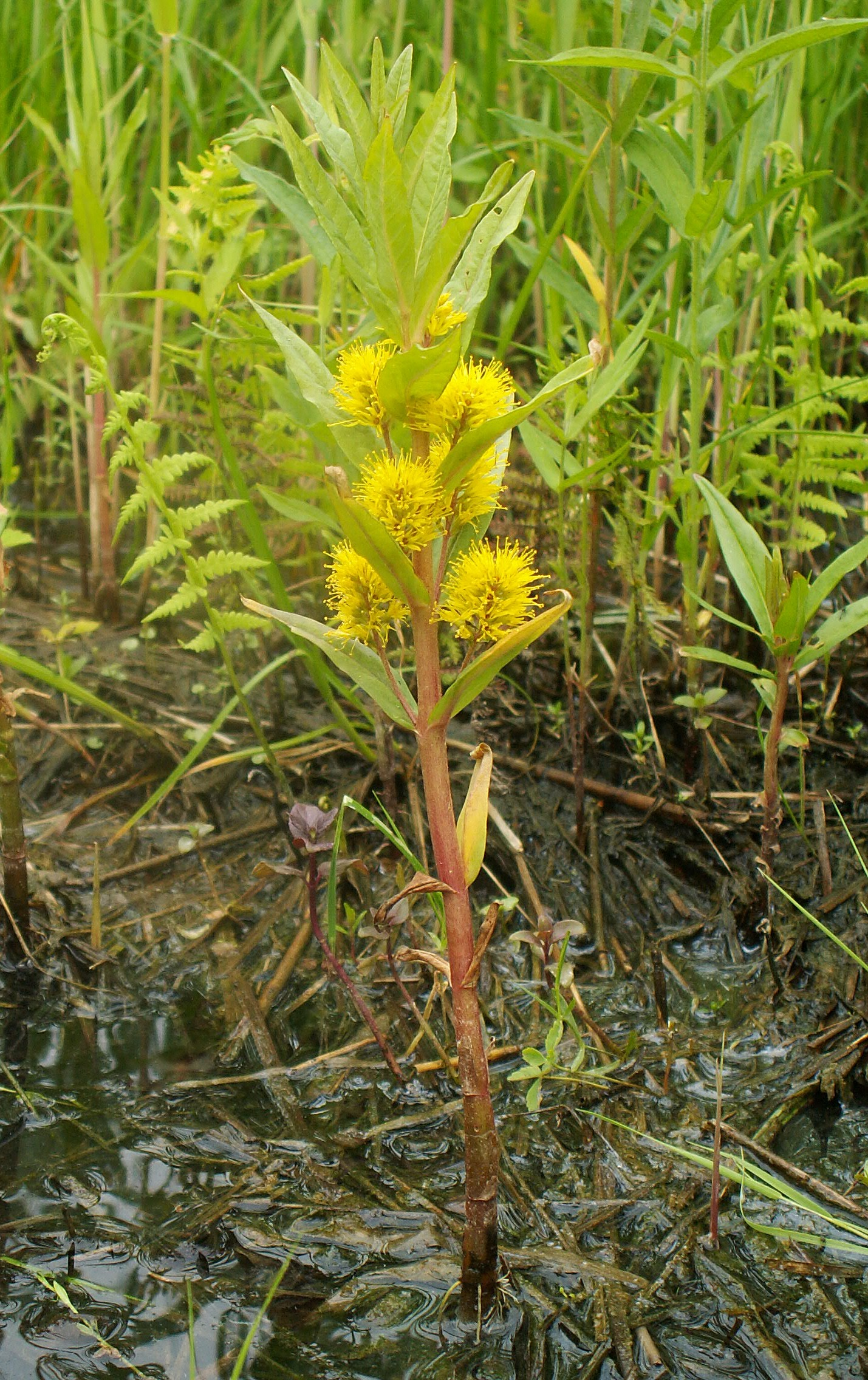
Tojeść bukietowa

Tojeść (Lysimachia L.) – rodzaj roślin z rodziny pierwiosnkowatych. W tradycyjnym, wąskim ujęciu taksonomicznym należy tu ok. 150–160 gatunków, ale w szerokim ujęciu zaliczanych jest tu 266 gatunków. Niezależnie od ujęcia rośliny te spotykane są niemal wszędzie, przy czym najbardziej zróżnicowane są w strefie umiarkowanej na półkuli północnej. Rosną w różnych siedliskach, często wilgotnych lub na brzegach wód, ale też w formacjach trawiastych i leśnych oraz na terenach skalistych. Kwiaty zawierają elajofory wabiące owady zapylające, głównie pszczoły.
Niektóre gatunki uprawia się jako ozdobne, do popularnych należą: tojeść pospolita L. vulgaris, tojeść orszelinowa L. clethroides, tojeść kropkowana L. punctata, tojeść rozesłana L. nummularia. Napary, pijane podobnie jak herbata, sporządza się z tojeści rozesłanej i L. quadrifolia. Niektóre gatunki wykorzystywane były jako lecznicze.

## Rozmieszczenie geograficzne

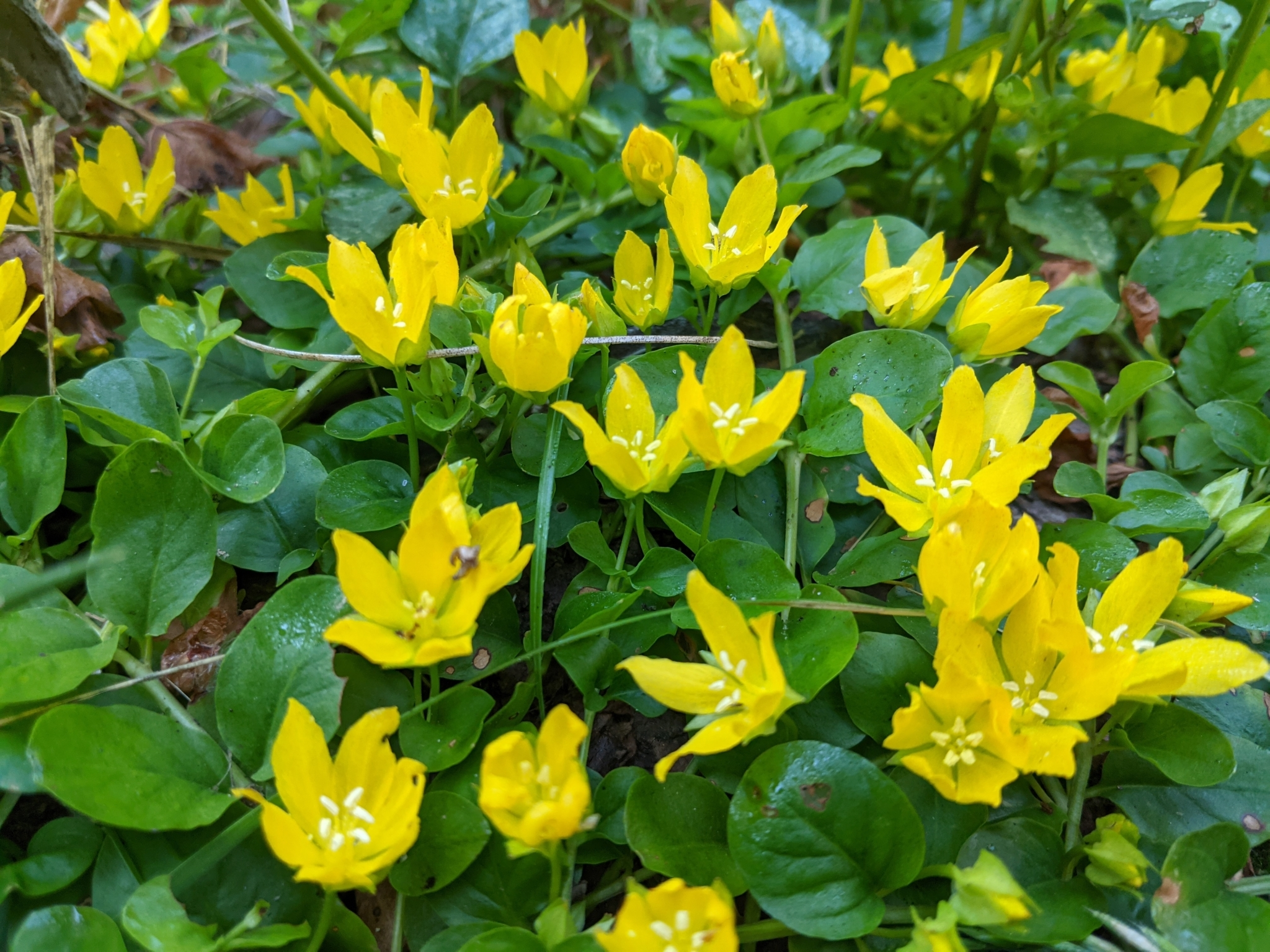
Tojeść rozesłana

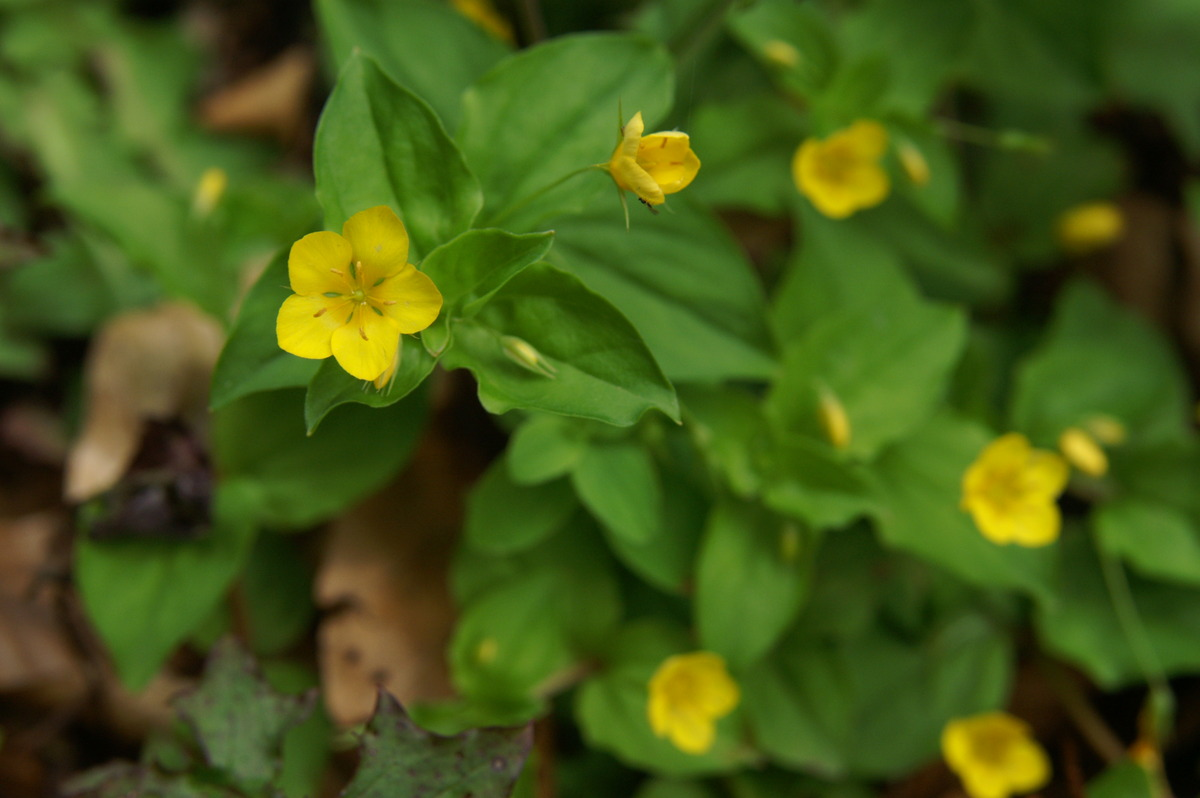
Tojeść gajowa

Rodzaj nawet w wąskim ujęciu jest niemal kosmopolityczny – rośliny te występują na wszystkich kontynentach z wyjątkiem Antarktydy. Centrum zróżnicowania znajduje się w strefie umiarkowanej na półkuli północnej, w Azji, z obszarem występowania największej liczby gatunków w rejonie Himalajów (tylko w Chinach rośnie co najmniej 138 gatunków). Pojedyncze gatunki rosną w Afryce, Australii i Ameryce Południowej. W Ameryce Północnej obecnych jest 20 gatunków (w wąskim ujęciu rodzaju), a w Europie – 14 (także w wąskim ujęciu). W Polsce w wąskim ujęciu rodzaju rośnie 5 gatunków rodzimych i jeden zadomowiony antropofit, a w szerokim ujęciu – jeszcze trzy kolejne gatunki rodzime i dwa zadomowione obce.
Gatunki flory Polski (w wąskim ujęciu taksonomicznym)
- tojeść bukietowa Lysimachia thyrsiflora L.
- tojeść gajowa Lysimachia nemorum L.
- tojeść kropkowana Lysimachia punctata L. – antropofit zadomowiony
- tojeść pospolita Lysimachia vulgaris L.
- tojeść rozesłana Lysimachia nummularia L.

Gatunki flory Polski włączane tu w szerokim ujęciu rodzaju
Pierwsza nazwa naukowa według listy krajowej, druga – obowiązująca według bazy taksonomicznej Plants of the World online
- kurzyślad błękitny Anagallis foemina Mill. ≡ Lysimachia foemina (Mill.) U.Manns & Anderb. – antropofit zadomowiony
- kurzyślad maleńki, niedośpiałek maleńki Centunculus minimus L. ≡ Lysimachia minima (L.) U.Manns & Anderb.
- kurzyślad polny Anagallis arvensis L. ≡ Lysimachia arvensis (L.) U.Manns & Anderb. – antropofit zadomowiony
- kurzyślad wątły Anagallis tenella (L.) J.A.Murray ≡ Lysimachia tenella L. – efemerofit
- mlecznik nadmorski Glaux maritima L. ≡ Lysimachia maritima (L.) Galasso, Banfi & Soldano
- siódmaczek leśny Trientalis europea L. ≡ Lysimachia europaea (L.) U.Manns & Anderb.

## Morfologia

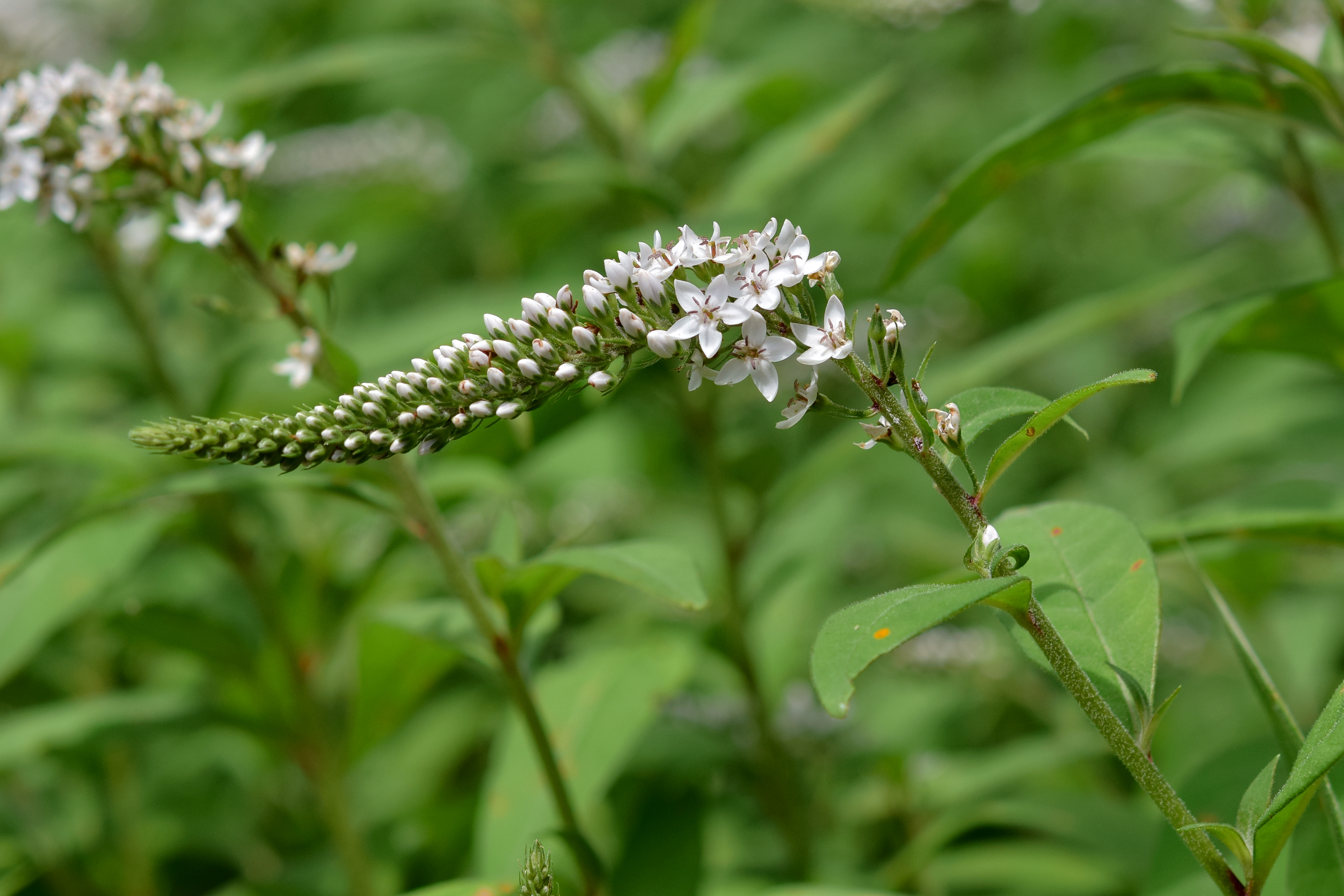
Tojeść orszelinowa

PokrójByliny, rośliny dwuletnie i roczne, rzadziej krzewy. Zwykle o pędach wzniesionych, osiągających do 1,6 m wysokości, rzadziej płożących, pojedynczych lub rozgałęzionych, nagich lub owłosionych, także gruczołowato. Zwykle z kłączem i korzeniami tworzącymi system wiązkowy.
LiścieCałobrzegie (rzadko płytko piłkowane), skrętoległe, naprzeciwległe lub okółkowe. Siedzące lub ogonkowe, często o nasadzie blaszki zbiegającej po ogonku lub także po łodydze. Kształt blaszki zróżnicowany od równowąskiego, przez lancetowaty, eliptyczny, jajowaty, po zaokrąglony lub trójkątny.
KwiatyWyrastają pojedynczo w kątach liści lub w szczytowych gronach albo wiechach, czasem gęstych. Kwiaty są szypułkowe, rzadko siedzące (L. maritima), pięciokrotne. Działki kielicha zwykle w liczbie 5 (rzadziej w większej – do 9), tylko u nasady są zrośnięte, mają kształt lancetowaty, jajowaty lub trójkątny, są zielone, rzadziej białawe lub różowe. Płatki w takiej liczbie jak działki kielicha, podobnie zrośnięte tylko w dole, z łatkami dłuższymi od rurki. Przeważnie żółte lub białe, często z ciemniejszymi, różnej barwy wzorami, rzadziej kwiaty są różowe, fioletowe lub czerwone. Pręcików jest 5, z nitkami w dole zrośniętymi lub wolnymi. Zalążnia górna, jednokomorowa z pojedynczą szyjką, zwieńczoną nieco główkowatym lub skośnym znamieniem.
OwoceKulistawe torebki otwierające się klapami lub rozpadające się nieregularnie. Nasiona liczne, z łupiną siateczkowatą, brodawkowatą, czasem oskrzydlone lub gąbczaste.

## Systematyka
Pozycja systematyczna

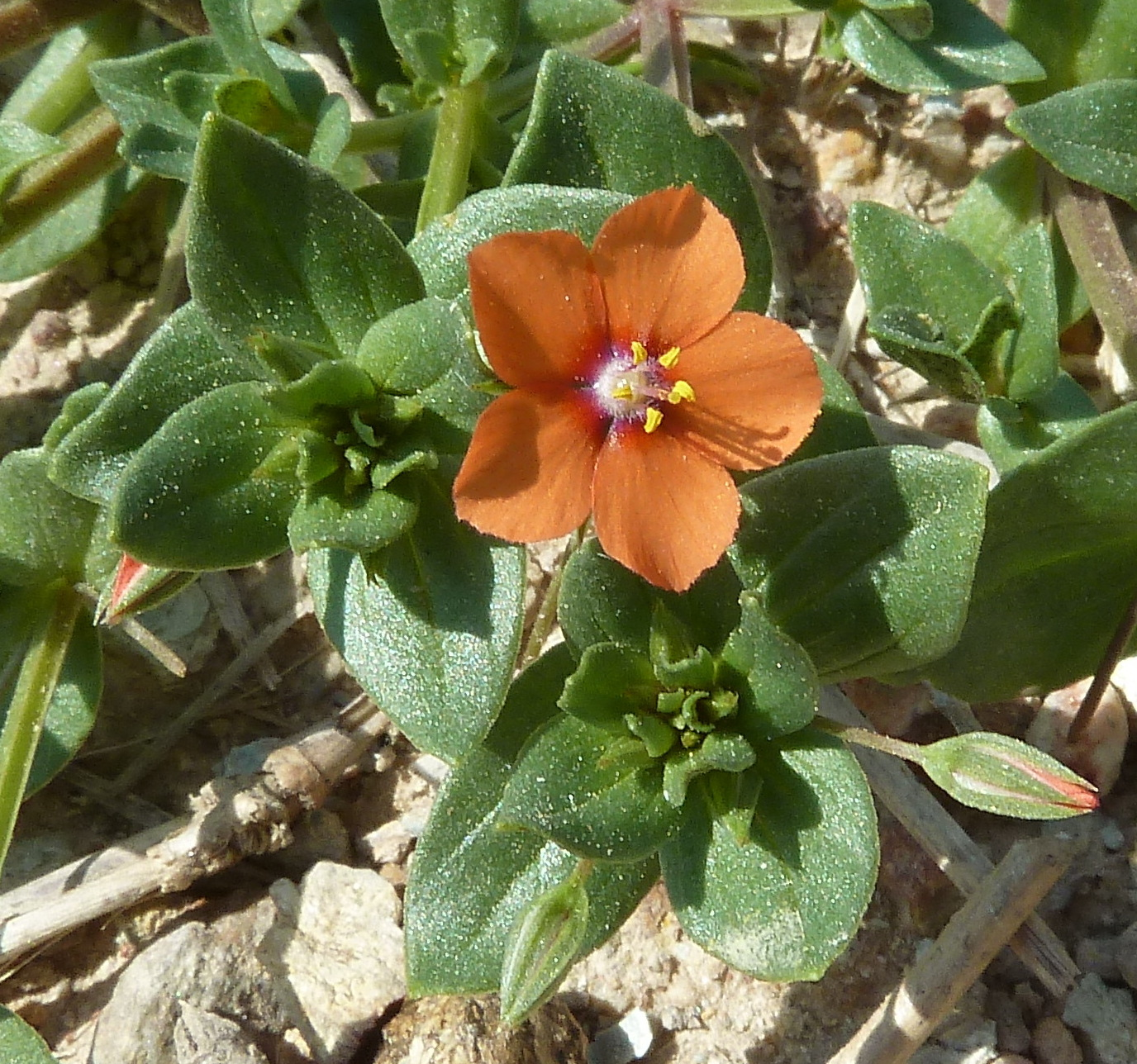
Kurzyślad polny

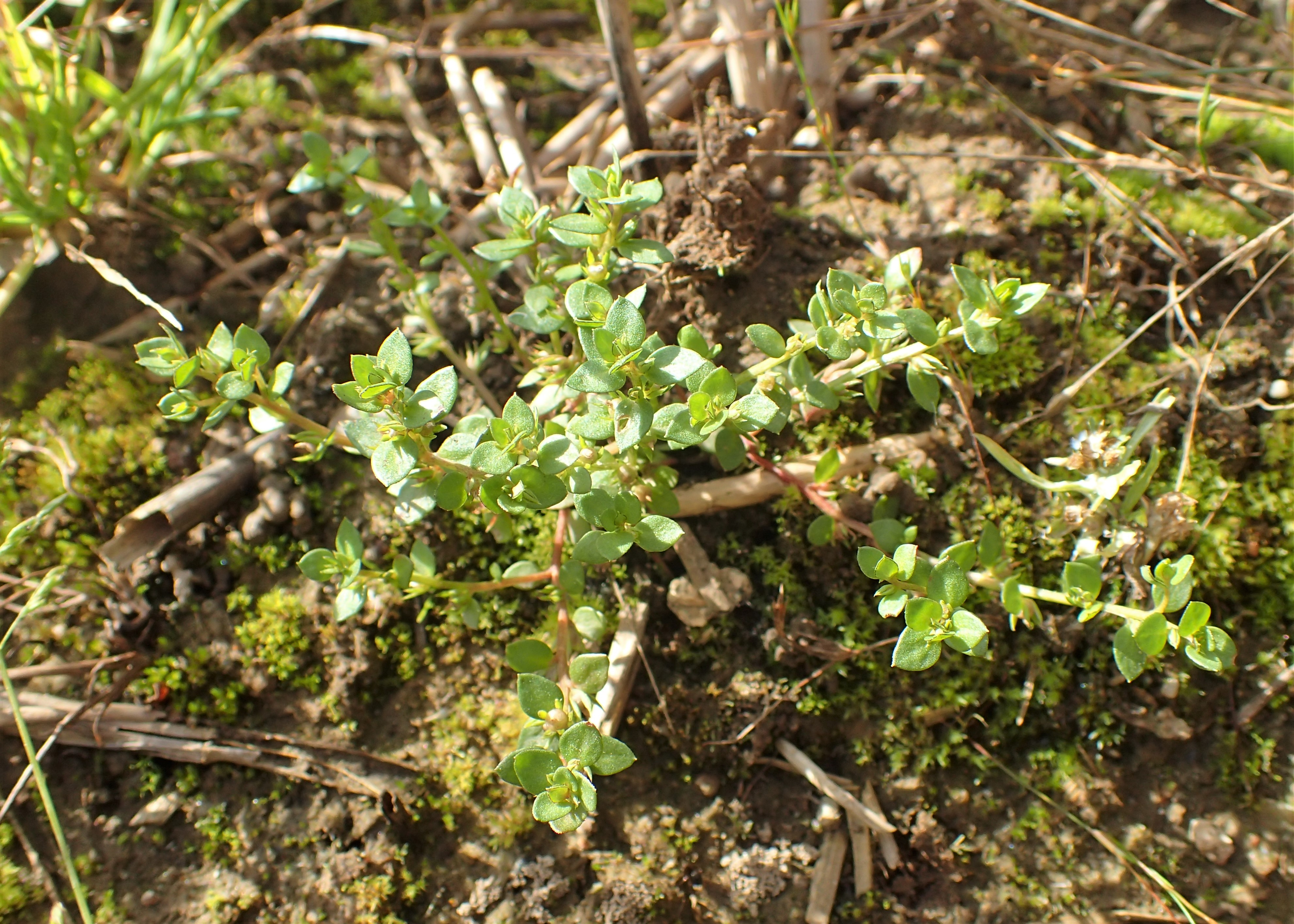
Kurzyślad maleńki

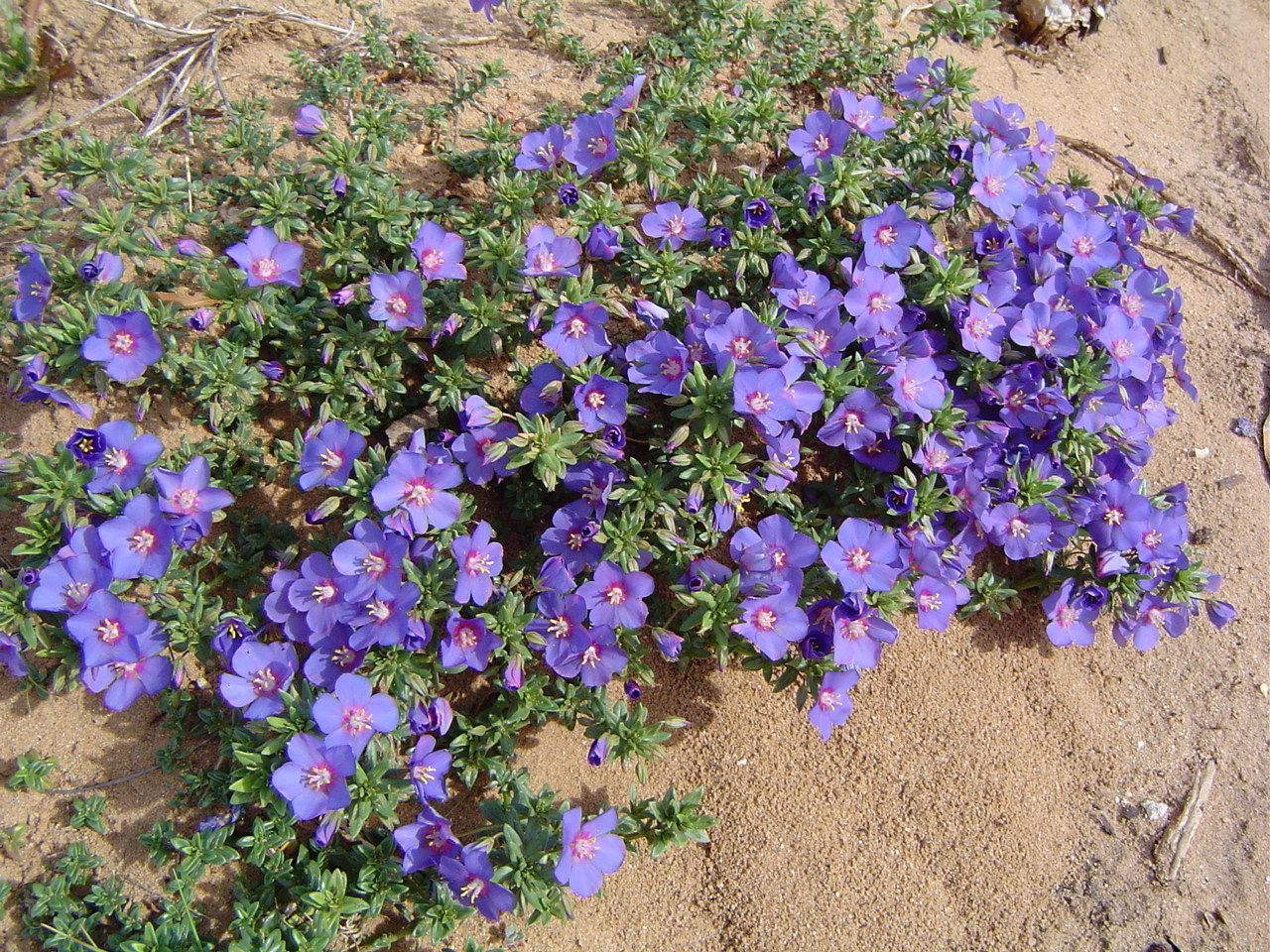
Lysimachia monelli

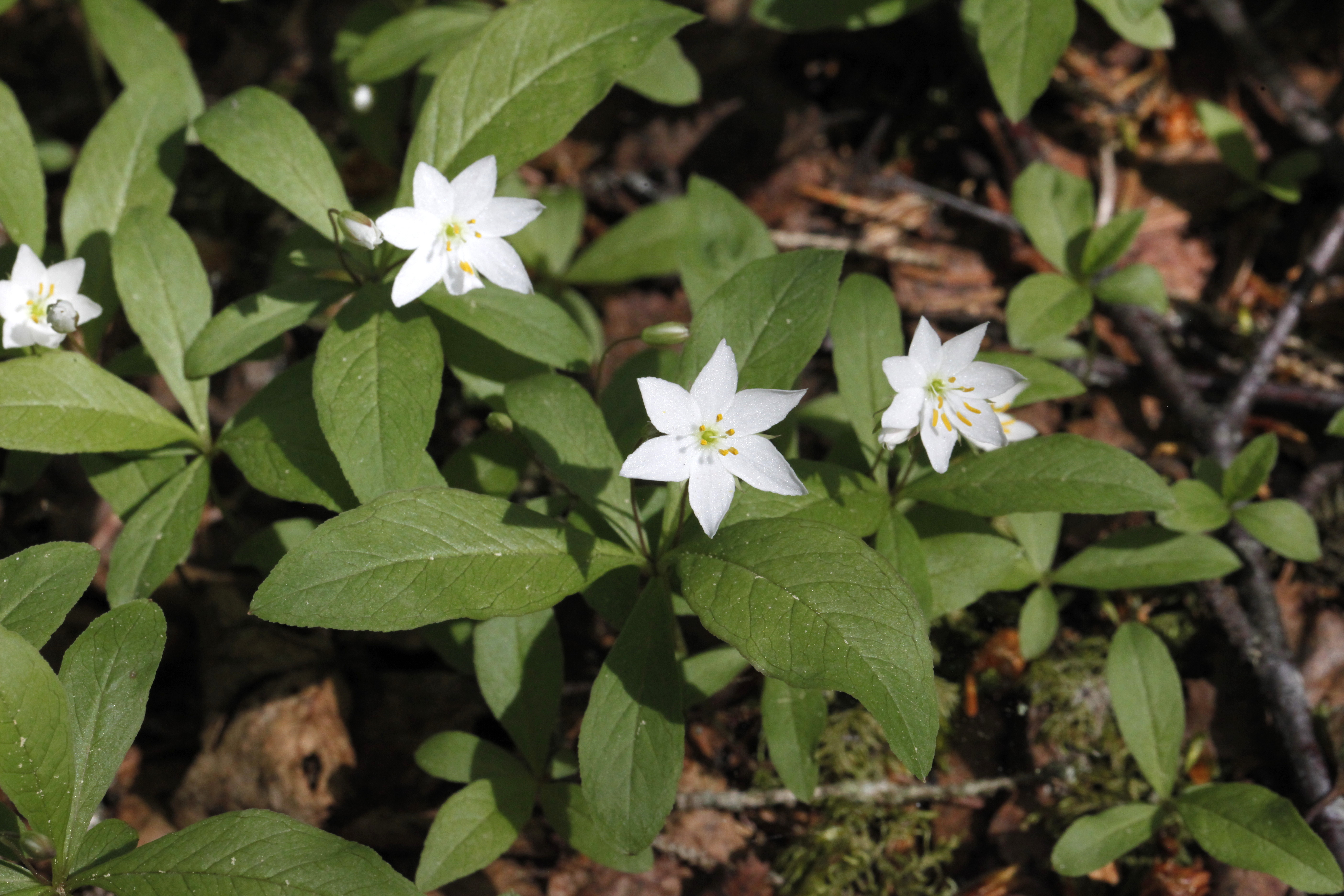
Siódmaczek leśny

W systemach APG rodzaj zaliczany jest do podrodziny borowicowych (myrsinowych) Myrsinoideae, rodziny pierwiosnkowatych Primulaceae. W niektórych ujęciach systematycznych podrodzina ta podnoszona jest do rangi rodziny Myrsinaceae.
W XX wieku rodzaj był na podstawie cech morfologicznych dzielony na 5 podrodzajów i obejmował około 160 gatunków. Analizy filogenetyczne oparte na badaniach molekularnych wskazały na początku XXI wieku na wzajemne zagnieżdżenie rodzajów tojeść Lysimachia, kurzyślad Anagallis, niedośpiałek Centunculus, mlecznik Glaux, siódmaczek Trientalis, Asterolinon i Pelletiera. W tradycyjnym ujęciu wszystkie te rodzaje mają charakter parafiletyczny lub polifiletyczny. Klad bazalny w całej grupie stanowi rodzaj Trientalis wraz z częścią gatunków z rodzaju Lysimachia. W efekcie zarekomendowano połączenie wszystkich tych taksonów w jeden rodzaj Lysimachia. Takie rozwiązanie przyjęte zostało m.in. w bazie taksonomicznej Plants of the World online publikowanej przez Kew Gardens oraz w bazie The World Flora Online.
Alternatywne rozwiązanie zachowujące drobne rodzaje wymagałoby dla uzyskania taksonów monofiletycznych daleko idących zmian w stosunku do tradycyjnych ich ujęć. Przykładowo do rodzaju kurzyślad Anagallis włączone musiałyby zostać rodzaje Asterolinon i Pelletiera, ale też niektóre gatunki z rodzaju tojeść (Lysimachia nemorum i L. serpyllifolia).
Wykaz gatunków
- Lysimachia acroadenia Maxim.
- Lysimachia acuminata (Welw. ex Schinz) U.Manns & Anderb.
- Lysimachia adoensis (Kunze) Klatt
- Lysimachia albescens Franch.
- Lysimachia alfredi Hance
- Lysimachia alpestris Champ. ex Benth.
- Lysimachia alternifolia Wall.
- Lysimachia andina Sandwith
- Lysimachia angustiloba (Engl.) U.Manns & Anderb.
- Lysimachia ardisioides Masam.
- Lysimachia arvensis (L.) U.Manns & Anderb. – kurzyślad polny
- Lysimachia aspera Hand.-Mazz.
- Lysimachia asperulifolia Poir.
- Lysimachia assamica C.M.Hu
- Lysimachia atropurpurea L. – tojeść purpurowa
- Lysimachia auriculata Hemsl.
- Lysimachia azorica Hook.
- Lysimachia baoxingensis (F.H.Chen & C.M.Hu) C.M.Hu
- Lysimachia barbata (P.Taylor) U.Manns & Anderb.
- Lysimachia barystachys Bunge – tojeść zwartokwiatowa
- Lysimachia baviensis C.M.Hu
- Lysimachia biflora C.Y.Wu
- Lysimachia borealis (Raf.) U.Manns & Anderb.
- Lysimachia brachyandra F.H.Chen & C.M.Hu
- Lysimachia breviflora C.M.Hu
- Lysimachia brevipes (P.Taylor) U.Manns & Anderb.
- Lysimachia brittenii R.Knuth
- Lysimachia buxifolia Molina
- Lysimachia caloneura G.Hao, X.L.Yu & A.Liu
- Lysimachia candida Lindl.
- Lysimachia capillipes Hemsl.
- Lysimachia carinata Y.I.Fang & C.Z.Cheng
- Lysimachia cauliflora C.Y.Wu
- Lysimachia chapaensis Merr.
- Lysimachia chekiangensis C.C.Wu
- Lysimachia chenii C.M.Hu
- Lysimachia chenopodioides Watt ex Hook.f.
- Lysimachia chingshuiensis C.I Peng & C.M.Hu
- Lysimachia christinae Hance
- Lysimachia chungdienensis C.Y.Wu
- Lysimachia ciliata L. – tojeść orzęsiona
- Lysimachia circaeoides Hemsl.
- Lysimachia clethroides Duby – tojeść orszelinowa
- Lysimachia × commixta Fernald
- Lysimachia congestiflora Hemsl. – tojeść gęstokwiatowa
- Lysimachia cordifolia Hand.-Mazz.
- Lysimachia cousiniana Coss.
- Lysimachia crassifolia C.Z.Gao & D.Fang
- Lysimachia crispidens (Hance) Hemsl.
- Lysimachia crista-galli Pamp. ex Hand.-Mazz.
- Lysimachia cubangensis U.Manns & Anderb.
- Lysimachia dabieshanensis Kun Liu & S.B.Zhou
- Lysimachia daphnoides (A.Gray) Hillebr.
- Lysimachia daqiaoensis G.D.Tang & R.Z.Huang
- Lysimachia davurica Ledeb.
- Lysimachia debilis Wall.
- Lysimachia decurrens G.Forst.
- Lysimachia delavayi Franch.
- Lysimachia deltoidea Wight
- Lysimachia dextrorsiflora X.P.Zhang, X.H.Guo & J.W.Shao
- Lysimachia djalonis (A.Chev.) U.Manns & Anderb.
- Lysimachia drynarifolia Franch.
- Lysimachia dubia Aiton
- Lysimachia dushanensis F.H.Chen & C.M.Hu
- Lysimachia elegantula (P.Taylor) U.Manns & Anderb.
- Lysimachia engleri R.Knuth
- Lysimachia ephemerum L. – tojeść nietrwała
- Lysimachia erosipetala F.H.Chen & C.M.Hu
- Lysimachia esquirolii Bonati
- Lysimachia europaea (L.) U.Manns & Anderb. – siódmaczek leśny
- Lysimachia evalvis Wall.
- Lysimachia excisa Hand.-Mazz.
- Lysimachia fanii Y.Feng Huang, W.B.Xu & L.N.Dong
- Lysimachia filifolia C.N.Forbes & Lydgate
- Lysimachia filiformis (Cham. & Schltdl.) U.Manns & Anderb.
- Lysimachia filipes C.Z.Gao & D.Fang
- Lysimachia fistulosa Hand.-Mazz.
- Lysimachia fletcheri C.M.Hu & Bennell
- Lysimachia foemina (Mill.) U.Manns & Anderb. – kurzyślad błękitny
- Lysimachia foenum-graecum Hance
- Lysimachia fooningensis C.Y.Wu
- Lysimachia forbesii Rock
- Lysimachia fordiana Oliv.
- Lysimachia fortunei Maxim.
- Lysimachia fraseri Duby
- Lysimachia fukienensis Hand.-Mazz.
- Lysimachia glanduliflora Hanelt
- Lysimachia glaucina Franch.
- Lysimachia glutinosa Rock
- Lysimachia gracilipes (P.Taylor) U.Manns & Anderb.
- Lysimachia graminea (Greene) Hand.-Mazz.
- Lysimachia grammica Hance
- Lysimachia hemsleyana Maxim. ex Oliv.
- Lysimachia hemsleyi Franch.
- Lysimachia henryi Hemsl.
- Lysimachia heterobotrys F.H.Chen & C.M.Hu
- Lysimachia heterogenea Klatt
- Lysimachia hexamera (P.Taylor) U.Manns & Anderb.
- Lysimachia hillebrandii Hook.f. ex A.Gray
- Lysimachia huangsangensis J.J.Zhou, X.L.Yu & Y.F.Deng
- Lysimachia huchimingii G.Hao & H.F.Yan
- Lysimachia huitsunae S.S.Chien
- Lysimachia huttonii (Harv.) U.Manns & Anderb.
- Lysimachia hybrida Michx.
- Lysimachia hypericoides Hemsl.
- Lysimachia inaperta C.M.Hu & F.N.Wei
- Lysimachia iniki K.L.Marr
- Lysimachia insignis Hemsl.
- Lysimachia interjacens C.M.Hu & Bennell
- Lysimachia × intermedia (Giraudias) B.Bock
- Lysimachia japonica Thunb. – tojeść japońska
- Lysimachia jiangxiensis C.M.Hu
- Lysimachia jingdongensis F.H.Chen & C.M.Hu
- Lysimachia jinzhaiensis S.B.Zhou & Kun Liu
- Lysimachia kalalauensis Skottsb.
- Lysimachia kingaensis (Engl.) U.Manns & Anderb.
- Lysimachia klattiana Hance
- Lysimachia kochii (H.E.Hess) U.Manns & Anderb.
- Lysimachia kraduengensis Julius, Naiki & Tagane
- Lysimachia kwangtungensis (Hand.-Mazz.) C.M.Hu
- Lysimachia lanceolata Walter
- Lysimachia lancifolia Craib
- Lysimachia latifolia (Hook.) Cholewa
- Lysimachia laxa Baudo
- Lysimachia leschenaultii Duby
- Lysimachia leucantha Miq.
- Lysimachia lewisii D.Estes, J.T.Shaw & Maus.-Moon.
- Lysimachia lichiangensis Forrest – tojeść lichiangeńska
- Lysimachia linearifolia Griff. ex Kurz
- Lysimachia linguiensis C.Z.Gao
- Lysimachia linum-stellatum L.
- Lysimachia liui S.S.Chien
- Lysimachia liujiangensis W.B.Xu, Z.C.Lu & L.N.Dong
- Lysimachia liukiuensis Hatus.
- Lysimachia lobelioides Wall.
- Lysimachia longipes Hemsl.
- Lysimachia longshengensis G.Z.Li & S.C.Tang
- Lysimachia loomisii Torr.
- Lysimachia lychnoides F.H.Chen & C.M.Hu
- Lysimachia lydgatei Hillebr.
- Lysimachia maritima (L.) Galasso, Banfi & Soldano – mlecznik nadmorski
- Lysimachia mauritiana Lam.
- Lysimachia medogensis F.H.Chen & C.M.Hu
- Lysimachia melampyroides R.Knuth
- Lysimachia mexicana R.Knuth
- Lysimachia microcarpa Hand.-Mazz. ex C.Y.Wu
- Lysimachia millietii (H.Lév.) Hand.-Mazz.
- Lysimachia minima (L.) U.Manns & Anderb. – kurzyślad maleńki
- Lysimachia minoricensis J.J.Rodr.
- Lysimachia miyiensis Y.I.Fang & C.Z.Cheng
- Lysimachia monelli (L.) U.Manns & Anderb.
- Lysimachia montana (Reinw.) Bakh.f.
- Lysimachia nanchuanensis C.Y.Wu
- Lysimachia nanpingensis F.H.Chen & C.M.Hu
- Lysimachia navillei Hand.-Mazz.
- Lysimachia nemorum L. – tojeść gajowa
- Lysimachia nummularia L. – tojeść rozesłana
- Lysimachia nummulariifolia (Baker) U.Manns & Anderb.
- Lysimachia nutans Nees ex Duby
- Lysimachia nutantiflora F.H.Chen & C.M.Hu
- Lysimachia ohsumiensis H.Hara
- Lysimachia oligantha (P.Taylor) U.Manns & Anderb.
- Lysimachia omeiensis Hemsl.
- Lysimachia ophelioides Hemsl.
- Lysimachia oppositifolia H.R.Fletcher
- Lysimachia orbicularis F.H.Chen & C.M.Hu
- Lysimachia otophora C.Y.Wu
- Lysimachia ovalis (Ruiz & Pav.) U.Manns & Anderb.
- Lysimachia ovatifolia W.L.Sha
- Lysimachia pacifica F.Muell.
- Lysimachia paridiformis Franch.
- Lysimachia parvifolia Hemsl.
- Lysimachia patungensis Hand.-Mazz.
- Lysimachia peduncularis Wall. ex Kurz
- Lysimachia pendens K.L.Marr
- Lysimachia pentapetala Bunge
- Lysimachia peploides (Baker) U.Manns & Anderb.
- Lysimachia perfoliata Hand.-Mazz.
- Lysimachia petelotii Merr.
- Lysimachia phyllocephala Hand.-Mazz.
- Lysimachia physaloides C.Y.Wu & C.Chen
- Lysimachia × pilophora (Honda) Honda
- Lysimachia pilosa H.R.Fletcher
- Lysimachia pittosporoides C.Y.Wu
- Lysimachia platypetala Franch.
- Lysimachia porcatisepala S.R.Yi
- Lysimachia × producta (A.Gray) Fernald
- Lysimachia prolifera Klatt
- Lysimachia pseudohenryi Pamp.
- Lysimachia pseudotrichopoda Hand.-Mazz.
- Lysimachia pterantha Hemsl.
- Lysimachia pteranthoides Bonati
- Lysimachia pumila (Baudo) Franch.
- Lysimachia punctata L. – tojeść kropkowana
- Lysimachia punctatilimba C.Y.Wu
- Lysimachia pyramidalis Wall.
- Lysimachia qimenensis X.H.Guo, X.P.Zhang & J.W.Shao
- Lysimachia quadriflora Sims
- Lysimachia quadrifolia L.
- Lysimachia racemiflora Bonati
- Lysimachia × radfordii H.E.Ahles
- Lysimachia radicans Hook.
- Lysimachia rapensis F.Br.
- Lysimachia reflexiloba Hand.-Mazz.
- Lysimachia remota Petitm.
- Lysimachia remotiflora C.M.Hu
- Lysimachia remyi Hillebr.
- Lysimachia rhodesica (R.E.Fr.) U.Manns & Anderb.
- Lysimachia robusta Hand.-Mazz.
- Lysimachia roseola F.H.Chen & C.M.Hu
- Lysimachia rubiginosa Hemsl.
- Lysimachia rubinervis F.H.Chen & C.M.Hu
- Lysimachia rubricaulis (Duby) U.Manns & Anderb.
- Lysimachia ruhmeriana Vatke
- Lysimachia rupestris F.H.Chen & C.M.Hu
- Lysimachia santapaui Subba Rao & Halim
- Lysimachia savranii Başköse & A.Keskin
- Lysimachia saxicola Chun & F.Chun
- Lysimachia scapiflora C.M.Hu, Z.R.Xu & F.P.Chen
- Lysimachia schliebenii (R.Knuth & Mildbr.) U.Manns & Anderb.
- Lysimachia sciadantha C.Y.Wu
- Lysimachia sciadophylla F.H.Chen & C.M.Hu
- Lysimachia scopulensis K.L.Marr
- Lysimachia septemfida Ze H.Wang & E.D.Liu
- Lysimachia serpens (Hochst. ex Duby) U.Manns & Anderb.
- Lysimachia serpyllifolia Schreb.
- Lysimachia sertulata Baudo
- Lysimachia shimianensis F.H.Chen & C.M.Hu
- Lysimachia siamensis Bonati
- Lysimachia sikokiana Miq.
- Lysimachia silvestrii (Pamp.) Hand.-Mazz.
- Lysimachia sinopilosa C.M.Hu & G.Hao
- Lysimachia stellarioides Hand.-Mazz.
- Lysimachia stenosepala Hemsl.
- Lysimachia steyermarkii Standl.
- Lysimachia stigmatosa F.H.Chen & C.M.Hu
- Lysimachia subverticillata C.Y.Wu
- Lysimachia sumatranica C.M.Hu
- Lysimachia talaverae L.Sáez & Aymerich
- Lysimachia taliensis Bonati
- Lysimachia tashiroi Makino
- Lysimachia tenella L. – kurzyślad wątły
- Lysimachia tengyuehensis Hand.-Mazz.
- Lysimachia tenuicaulis (Baker) U.Manns & Anderb.
- Lysimachia terrestris (L.) Britton, Sterns & Poggenb.
- Lysimachia thyrsiflora L. – tojeść bukietowa
- Lysimachia tianmaensis Kun Liu, S.B.Zhou & Ying Wang
- Lysimachia tianyangensis D.Fang & C.Z.Gao
- Lysimachia tienmushanensis Migo
- Lysimachia tonsa (Alph.Wood) R.Knuth
- Lysimachia trichopoda Franch.
- Lysimachia trifida Aver.
- Lysimachia tsaii C.M.Hu
- Lysimachia tsaratananae (M.Peltier) U.Manns & Anderb.
- Lysimachia tsarongensis Hand.-Mazz.
- Lysimachia tyrrhenia U.Manns & Anderb.
- Lysimachia venosa (Wawra) H.St.John
- Lysimachia verbascifolia C.M.Hu & L.K.Phan
- Lysimachia verna (A.St.-Hil.) U.Manns & Anderb.
- Lysimachia verticiliaris Biehler
- Lysimachia vietnamensis L.K.Phan & C.M.Hu
- Lysimachia violascens Franch.
- Lysimachia vittiformis F.H.Chen & C.M.Hu
- Lysimachia volkensii Engl.
- Lysimachia volkovae Prob.
- Lysimachia vulgaris L. – tojeść pospolita
- Lysimachia wildpretii (Valdés) U.Manns & Anderb.
- Lysimachia wilsonii Hemsl.
- Lysimachia xiangxiensis D.G.Zhang, C.Mou & Y.Wu
- Lysimachia xuyongensis X.F.Gao & W.B.Ju
- Lysimachia yingdeensis F.H.Chen & C.M.Hu